# 화재하중
화재하중은 화재실 또는 건물 안에 포함된 모든 가연성 물질의 완전연소에 따른 전체 발열량이다. 단위 면적당 가연성 물질의 발열량은 화재하중 밀도(Fire Load Energy Density)로 따로 정의된다. 그러나 일반적으로 화재하중 하면 화재하중 밀도를 의미한다. 원자력안전위원회 고시인 '화재위험도분석에 관한 기술기준'에서는 '화재의 규모를 판단하는 척도로서 방화지역에 있는 모든 가연성 물질의 완전연소에 의해 발생되는 방화지역의 단위면적당 열량'으로 정의하고 있다. 화재하중에서 발열량은 목재의 발열량이다. 건축물에 다양한 가연물질이 있고 이들은 발열량이 각각 발열량이 다르기 때문에 동일한 발열량을 가진 목재의 중량값을 화재하중을 계산할 때 사용한다.